# Wykaz stopni w niemieckich siłach zbrojnych (Wehrmacht)
Wykaz stopni w niemieckich siłach zbrojnych w latach 1935–1945.

## Rzut ogólny[1][2][3][4]
1. Schütze – nie posiadał żadnych oznaczeń stopnia – ani na naramienniku, ani na rękawie.
2. Oberschütze – oznaczany był poprzez naszytą na lewym rękawie gwiazdkę na podkładce z ciemnozielonego sukna. Gwiazdki wykonywano zwykle ze srebrnego materiału. Choć bardzo rzadko, to jednak czasem można było zaobserwować srebrną gwiazdkę metalową.
3. Gefreiter – był oznaczany przyszywanym do lewego rękawa pojedynczym szewronem na ciemnozielonym suknie.
4. Obergefreiter – posiadał przyszywany do lewego rękawa podwójny szewron na ciemnozielonym suknie.
5. Obergefreiter z sześcioletnim stażem – przyszywany do lewego rękawa pojedynczy szewron z gwiazdką na ciemnozielonym suknie. Zwykle gwiazdka była ze srebrnego materiału, choć zdarzały się, wyjątkowo rzadko, metalowe koloru srebrnego.
6. Stabsgefreiter – podobnie jak Obergefreiter miał naszywany na lewy rękaw podwójny szewron na ciemnozielonym suknie, jednakże dodawano jedną srebrną gwiazdkę. Zwyczajowo materiałową, choć bywały metalowe.
7. Unteroffizier – był pierwszym stopniem podoficerskim. Zmieniało się nie tylko oznaczenie na naramienniku, ale także dochodziło obszycie kołnierza srebrnoszarą taśmą dystynkcyjną (o szerokości 9 mm). Stopień ten oznaczano poprzez obszycie boków naramiennika – wszystkich poza przeciwległym do guzika (w kształt litery „U”).
8. Unterfeldwebel – był stopniem, który oznaczano poprzez obszycie wszystkich boków naramiennika.
9. Feldwebel – poza całkowicie obszytym naramiennikiem, posiadał jedną srebrną gwiazdkę – zawsze metalową.
10. Oberfeldwebel – także posiadał całkowicie obszyty naramiennik, ale gwiazdki miał już dwie, także srebrne.
11. Stabsfeldwebel – miał trzy srebrne gwiazdki wpasowane w całkowicie obszyty naramiennik.
12. Leutnant – jako pierwszy stopień oficerski posiadał już zmieniony mundur. Zamiast wersji dla szeregowców i podoficerów, posiadał wzór oficerski. Do tego inne patki i inny model naramiennika. Naramienniki oficerów młodszych były wykonywane ze srebrnego sznura i obszywane dookoła wypustką w barwie broni. Emblematy jednostek i gwiazdki były koloru złotego. Leutnant nie posiadał żadnych oznaczeń dodatkowych, a jedynie czysty naramiennik.
13. Oberleutnant – miał do swojego naramiennika doczepioną jedną metalową złotą gwiazdkę.
14. Hauptmann – posiadał dwie metalowe złote gwiazdki.
15. Major – jako oficer starszy, dysponował już innym modelem naramiennika. Naramiennik ten posiadał podkładkę w barwie broni, a sam był pleciony ze srebrnego sznura w specjalny sposób - poprzez zastosowanie poczwórnego węzła płaskiego zwanego Józefina. Emblematy jednostek i gwiazdki były takie same, jak u oficerów młodszych - ze złotego metalu.
16. Oberstleutnant – miał taki sam naramiennik, jak major z tym, że dodawano jedną złotą gwiazdkę.
17. Oberst – miał doczepione dwie złote gwiazdki.
18. Generalmajor – jako pierwszy stopień generalski, poza zmienionymi patkami, posiadał inny model naramiennika. Ten ostatni miał karmazynową podkładkę, a splot był wykonany z węzła płaskiego, także Józefiny, z tym, że nie poczwórnego, a potrójnego. Środkowy sznur był srebrny, a boczne złote. Guziki do naramienników także były złote. Generałowie mieli gwiazdki koloru srebrnego i poza nimi żadnych innych oznak na naramiennikach nie nosili.
19. Generalleutnant – miał do naramiennika generalskiego doczepioną jedną srebrną gwiazdkę.
20. General der... (z podaniem nazwy rodzaju wojsk, np. der Infanterie) – posiadał dwie srebrne gwiazdki.
21. Generaloberst – miał do swojego naramiennika przyczepione trzy srebrne gwiazdki.
22. Generaloberst mit der Rang eines Generalfeldmarschall (nigdy nie nadany) – miał do swojego naramiennika przyczepione cztery srebrne gwiazdki.
23. Generalfeldmarschall – posiadał naramienniki modelu generalskiego z tą różnicą, że zamiast gwiazdek miał dwie skrzyżowane laski marszałkowskie, wykonane ze srebrnego metalu. Laski te miały wytłoczone naprzemiennie orły Heer i Krzyże Żelazne. Od 4 kwietnia 1941 roku cała plecionka miała złoty kolor.

Oprócz wyżej wymienionych stopni występowały jeszcze dwa tytuły, oznaczane dodatkowo na naramiennikach. Były to Unteroffizier-Anwärter i Fähnrich.
- Unteroffizier-Anwärter to w dosłownym tłumaczeniu „kandydat na podoficera”, czyli elew. Byli to szeregowi, najczęściej w stopniu kaprala, którzy byli w trakcie szkolenia w szkole podoficerskiej. Zwykło się ich wyróżniać poprzez dodanie im do każdego naramiennika po jednej przesuwce ze srebrnoszarej taśmy, takiej samej, jaką naszywano na brzegach kołnierzy i naramienników podoficerów.

- Fähnrich z kolei, to po prostu podchorąży. Byli to podoficerowie, którzy byli w trakcie szkoły oficerskiej. Rozróżniano ich poprzez dodanie do każdego naramiennika dwóch przesuwek z taśmy dystynkcyjnej.

Do 1942 roku na naramiennikach, oprócz oznak stopni, umieszczano również emblematy jednostek i służb. U szeregowych wykonywane były one w barwie broni (haftowane lub naszywane), u podoficerów ze srebrnego metalu, a u oficerów ze złotego metalu. Ponadto do 1941 roku na guzikach naramienników szeregowych i podoficerów były noszone numery pododdziału: kompanii (cyfry arabskie) lub batalionu (cyfry rzymskie). Wypustki i podkładki naramienników były w barwach broni i służb (niem. Waffenfarbe).

## Szeregowi

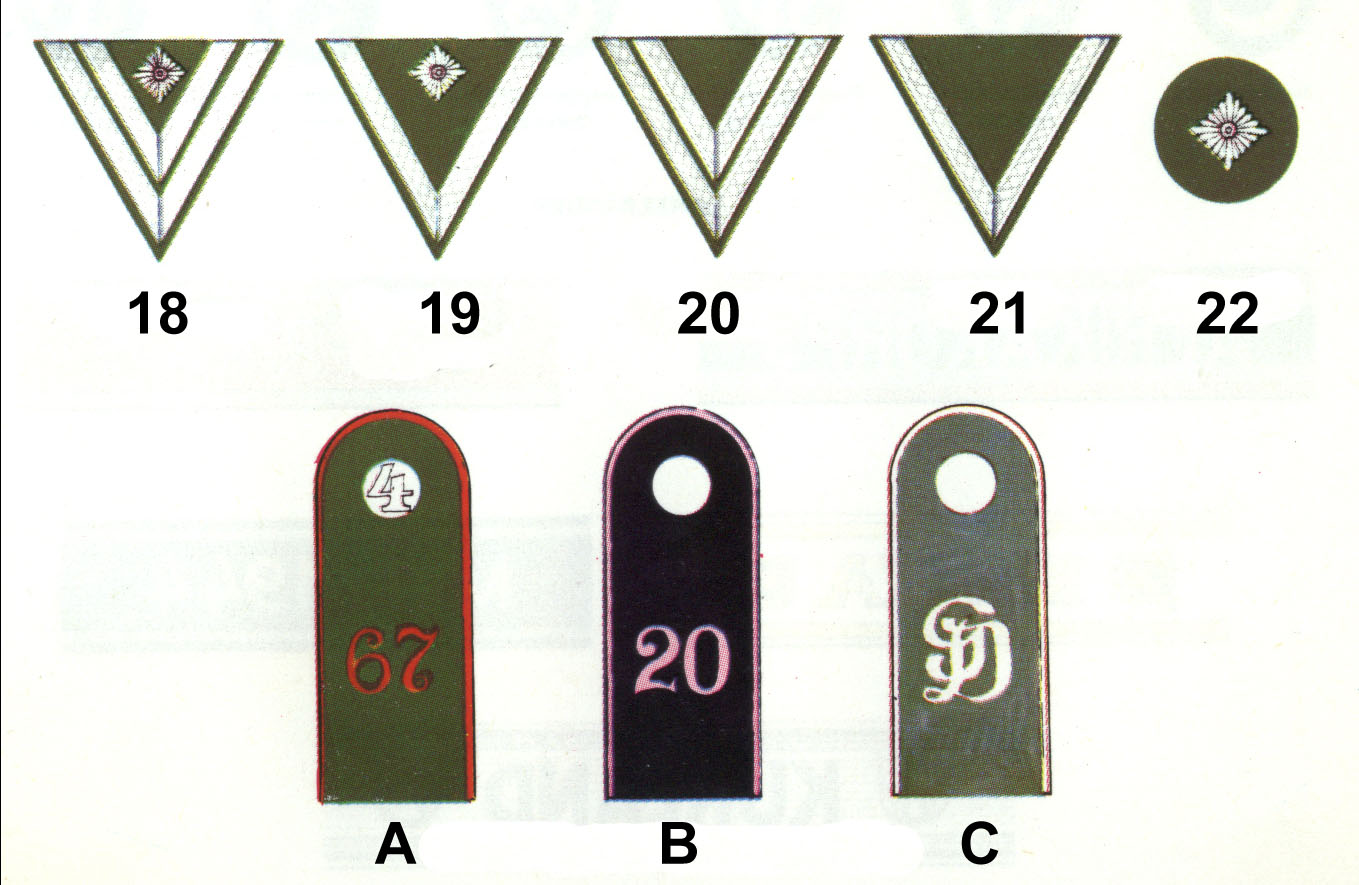
Szeregowi

Schütze/Soldat (bez żadnych dodatkowych dystynkcji na rękawie) – szeregowy.
22. Oberschütze/Obersoldat - stopień ten można przetłumaczyć jako szefa formacji (np. piechoty, czołgów itd.).
21. Gefreiter - starszy szeregowy.
20. Obergefreiter (poniżej 6 lat służby) – kapral; w Wehrmachcie dowódca drużyny nie miał statusu podoficera.
19. Obergefreiter (powyżej 6 lat służby) – kapral.
18. Stabsgefreiter – starszy kapral.
W 1942 roku zniesiono stopień Stabsgefreiter, od tej pory Obergefreiter poniżej 6 lat służby miał podwójny szewron, Obergefreiter powyżej 6 lat służby – podwójny szewron i gwiazdkę.
Przykładowe naramienniki szeregowców z emblematami jednostek
A. 4. kompania 67. pułku artylerii
B. 20. pułk pancerny
C. Dywizja Großdeutschland

## Podoficerowie

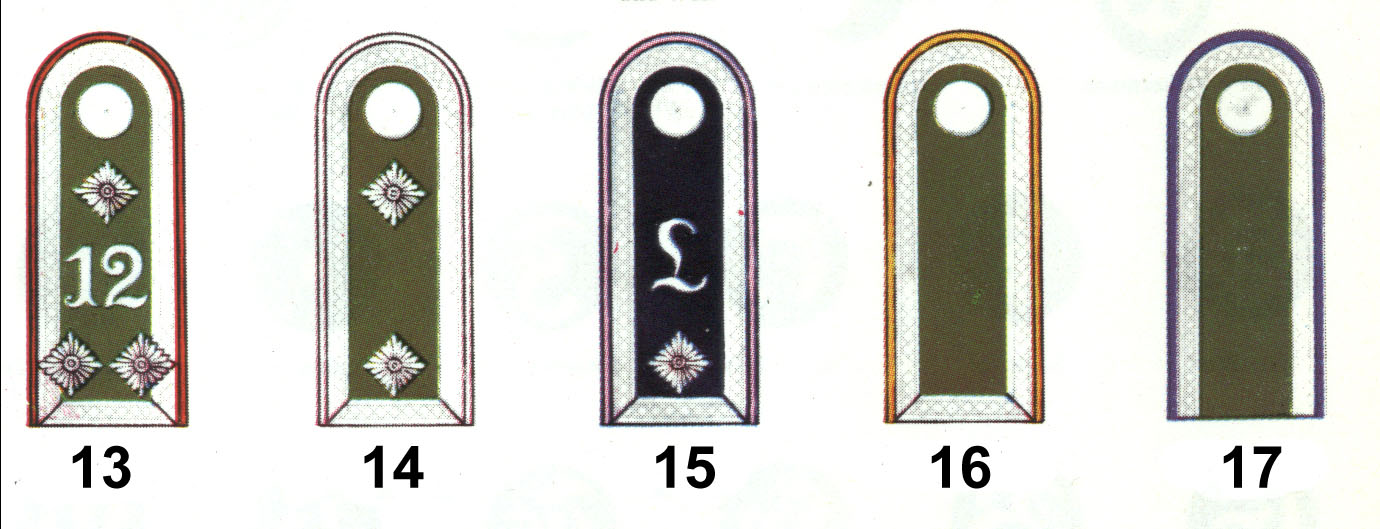
Podoficerowie

Podoficerowie młodsi
17. Unteroffizier – plutonowy (korpus sanitarny).
16. Unterfeldwebel – młodszy sierżant (Feldgendarmerie).
Podoficerowie starsi
15. Feldwebel – sierżant (Panzerlehr).
14. Oberfeldwebel – starszy sierżant (piechota).
13. Stabsfeldwebel – sierżant sztabowy (12. pułk artylerii).
- Fähnrich (podchorąży) to tytuł kandydatów na oficerów, a nie stopień.

## Oficerowie

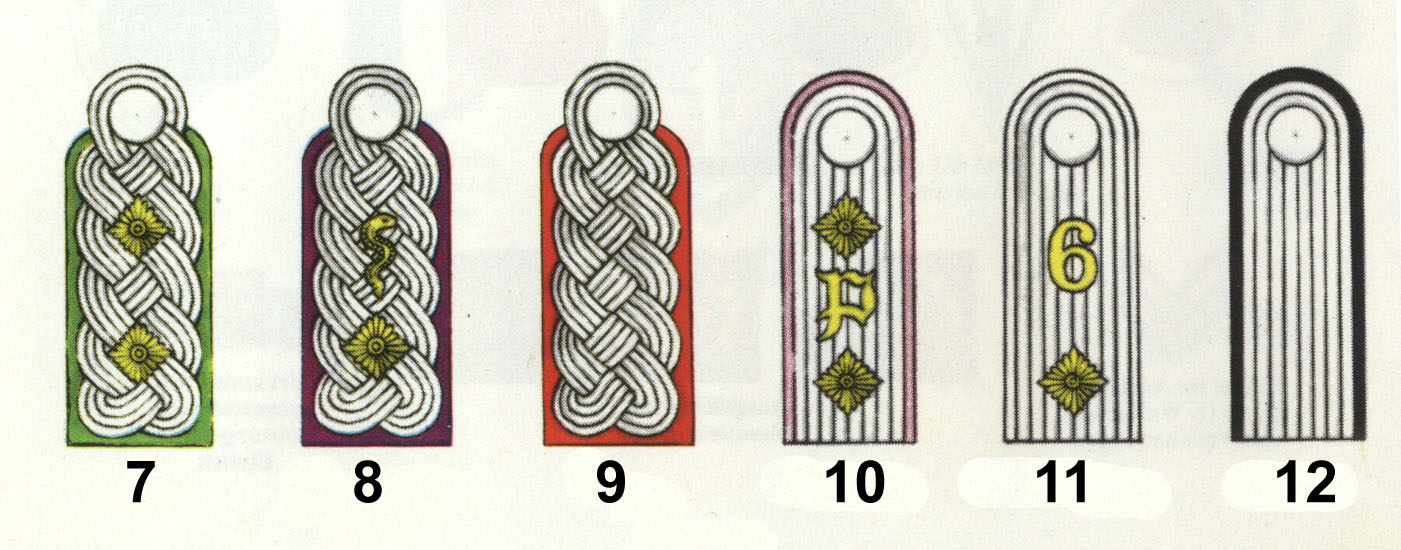
Oficerowie

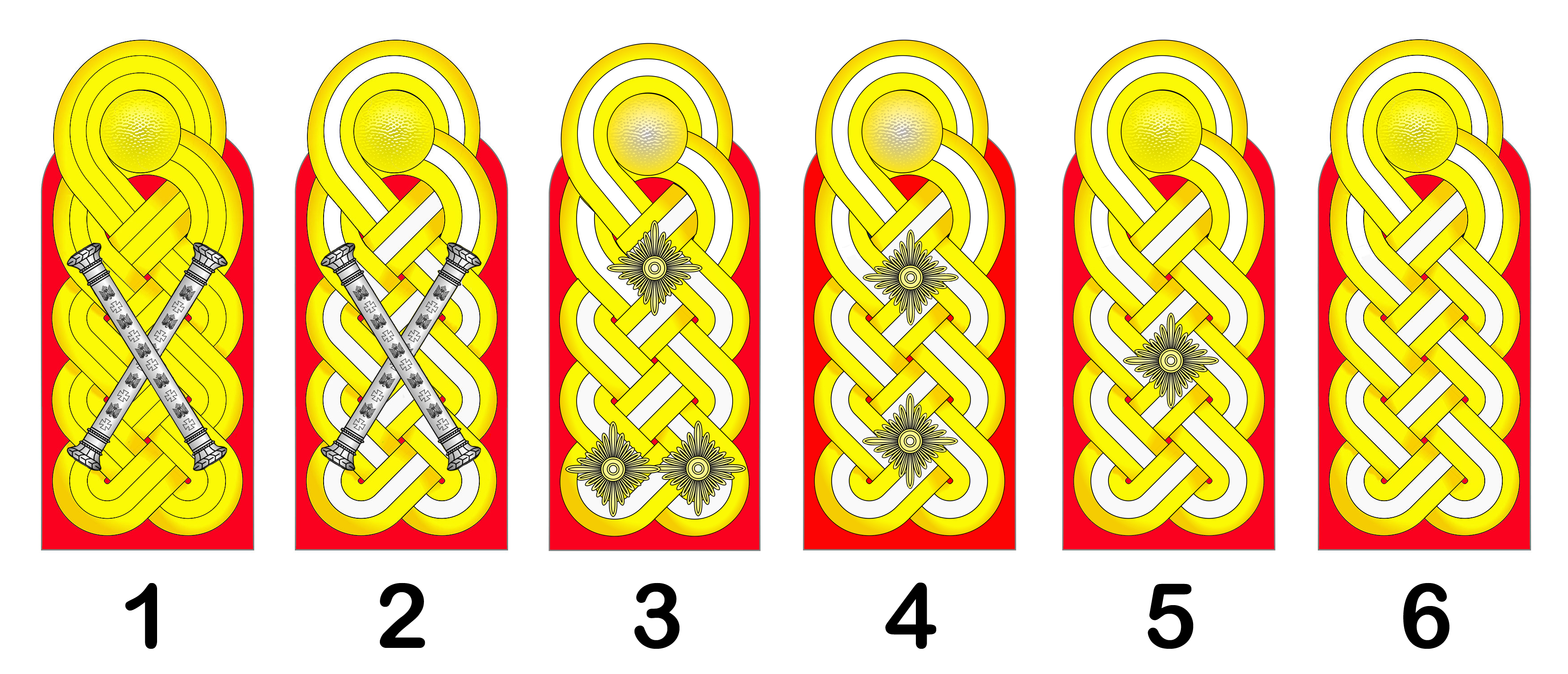
Generałowie

Oficerowie młodsi
12. Leutnant – podporucznik (saperzy).
11. Oberleutnant – porucznik (6. pułk piechoty).
10. Hauptmann – kapitan (dywizjon przeciwpancerny).
Oficerowie starsi
9. Major – major (artyleria).
8. Oberstleutnant – podpułkownik (korpus sanitarny).
7. Oberst – pułkownik (strzelcy).
Generałowie
6. Generalmajor – generał major (polski odpowiednik: generał brygady).
5. Generalleutnant – generał porucznik (polski odpowiednik: generał dywizji).
4. General der... - generał broni.
3. Generaloberst – generał pułkownik (polski odpowiednik: generał, wcześniej generał armii).
W latach 1939–1940 istniał jeszcze stopień Generaloberst mit der Rang eines Generalfeldmarschall (generał pułkownik w randze marszałka polowego), ale nikomu go nie nadano. Oznaką były formalnie 4 gwiazdki.

Reichsmarschall Marszałek Rzeszy

2. Generalfeldmarschall (przed 4 kwietnia 1941) – marszałek polowy.
1. Generalfeldmarschall (po 4 kwietnia 1941) – marszałek polowy.
–. Reichsmarschall – marszałek Rzeszy (tylko Hermann Göring, od 19 lipca 1940).